# Ophiomyia rotata
Ophiomyia rotata är en tvåvingeart som beskrevs av Spencer 1965. Ophiomyia rotata ingår i släktet Ophiomyia och familjen minerarflugor. Inga underarter finns listade i Catalogue of Life.